# Radu Portocală (politician)
Radu Portocală (n. 12 august 1888, Brăila – d. 13 aprilie 1952, închisoarea Sighet) a fost un avocat, deputat, specialist în finanțe maritime, ministru, om politic liberal, primar al Brăilei și senator român, una din multele victime a regimului comunist din România.

## Originea și studiile
Familia a venit în România înainte de 1800 din Insulele Ioniene, pe atunci posesiune venețiană.
Tatăl său, Miltiade Portocală, după ce a făcut studii economice la Institutul Superior de Comerț din Anvers (Belgia), a devenit director al Băncii Naționale a României din Brăila.
Mama sa, Amalia Djuvara, membră a familiei Djuvara era fiica luptătorului pașoptist Constantin Djuvara, prieten cu C.A. Rosetti, membru fondator al Partidului Național Liberal, deputat și primar al Brăilei (1877).
După absolvirea Liceului „Nicolae Bălcescu” din Brăila (1907), Radu Portocală a studiat dreptul și filozofia la Universitatea din București. A fost președinte al Uniunii Studenților Români, societate generală care cuprindea toate societățile facultăților din București. În 1909 a organizat, împreună cu omologul său de la Iași, C.N. Ifrim, primul Congres al studenților români de pretutindeni, la care au participat și numeroși studenți români de la Universitățile din Chișinău, Cernăuți, Viena.
S-a căsătorit în 1914 cu Maria Margareta Olănescu, descendentă prin mamă, la rândul său, dintr-o familie cu vechi tradiții liberale.
A făcut campania din 1913. Mobilizat în 1916, a rămas pe front până la sfârșitul războiului (Regimentul 3 Artilerie).

## Cariera profesională
S-a înscris în Baroul din Brăila în 1911. Între 1925 și 1928 a fost decan al Baroului. În 1939 a fost numit Decan onorific pe viață al Baroului Brăila. Tot în 1939 s-a transferat la Baroul Ilfov.
Specializat în drept maritim și fluvial (Brăila fiind, în acea perioadă, cel mai important port al României) și, mai tîrziu, în drept financiar.
În dosarul său de Securitate se află următoarea mențiune: „Deși urmărit și pus sub control ca fost ministru, R.P. și-a păstrat totuși linia vechilor sale convingeri democratice. Sub urgia legionară a apărat în justiție, înaintea instanțelor de românizare, precum și a Curților de Apel și Casație, pe toți evreii care l-au solicitat. A fost dintre puținii avocați creștini cari au avut curajul unei continue activități publice de acest fel […] refuzând orice onorariu. […] Sub regim legionar, în fața instanțelor de românizare, el a combătut și învederat în diferite ședințe publice, absurditatea teoriei rasiale, demonstrând lipsa ei de fundament biologic, social și moral. […] Pentru asemenea atitudini și activitate, a fost amenințat cu radierea din Baroul Ilfov, iar în Baroul Brăila legionarii au călcat în picioare și distrus portretul său de Decan pe Viață, în iarna anului 1940-1941.”
După 1940, îndepărtându-se de politică, intră în lumea finanțelor, fiind numit președinte sau vice-președinte al mai multor consilii de administrație: Banca Întreprinderilor Miniere, Creditul Industrial, Reșița, etc.

## Cariera politică
Membru în Partidul Național Liberal, a făcut campanie împotriva Puterilor Centrale în presa brăileană (1914-1916), preconizând intrarea în război contra lor.
Între 1922 și 1925 a fost primar al orașului său natal, Brăila, pe care o va conduce întreprinzând mari realizări, printre care se pot menționa mari reforme de modernizare urbanistică și administrativă a orașului. Acțiunea sa socială în favoarea claselor sărace și a muncitorilor din port i-a atras recunoștința acestora, care a fost exprimată prin intermediul lui Panait Istrati, cu care a devenit prieten în ciuda faptului că acesta din urmă era încă, la vremea aceea, comunist convins. Contribuția sa la viața culturală a orașului este, de asemenea, notabilă. Pentru toate acestea a fost numit, în 1939, Cetățean de onoare al orașului Brăila. În 1925, cu un an înainte de expirarea mandatului, demisionează din funcția de primar în urma unui conflict cu guvernul.
Deputat și senator în mai multe legislaturi.
Între 1927 și 1937 se află într-o poziție de dizidență în interiorul PNL. În calitate de președinte al partidului, I.G. Duca încearcă în repetate rânduri, dar fără succes, să-l readucă pe scena politicii naționale.
În 1932 Mihail Sebastian scria despre el: „O personalitate politică într'adevăr distinsă: d. Radu Portocală, un om tânăr, un organizator excelent, o minte personală și deschisă.” („Cuvântul”, 16 iulie 1932)
A fost membru în trei guverne liberale conduse de Gheorghe Tătărăscu: Secretar de stat la Ministerul de Interne (1937 și 1939 - demisionar), apoi Ministru de stat fără portofoliu la Președinția Consiliului de Miniștri (1939-1940). În această calitate, a fost însărcinat cu reorganizarea structurilor tuturor administrațiilor publice și a redactat "Legea funcționarilor publici" – o mare reformă administrativă, dar și socială.
S-a retras din politica activă în vara lui 1940, în momentul cedării Basarabiei și când se prefigura venirea la putere a lui Ion Antonescu.
În 1943-1944 a asigurat o parte din legăturile dintre Regele Mihai I și partidele politice, în vederea pregătirii acțiunii de la 23 august 1944.
În iunie 1945 a fost ales președinte de onoare al organizației Brăila a Partidului Național Liberal. Între 1945 și 1948 a refuzat de două ori postul de ministru de finanțe.

## Represiunea
Arestat prima oară în 1948, este deținut timp de 9 luni la închisoarea Văcărești, timp în care i se înscenează un proces de sabotaj. Condamnat, intentează recurs pe care și-l pledează singur și este scos din cauză.
Eliberat de numai câteva luni, bolnav, este din nou arestat în noaptea de 5/6 mai 1950, Noaptea demnitarilor, și transportat împreună cu "lotul foștilor demnitari" în închisoarea de la Sighet. În 1952 sau 1953 este torturat până la moarte. (Actul de deces, eliberat abia în 1957 și remis familiei în 1958, stabilește data morții la 13 aprilie 1952. Dar este cunoscut faptul că aceste date nu erau decât rareori exacte.)

## Distincții
- Steaua României
- Coroana României
- Crucea Comemorativă a Războiului 1916-1918
- Medalia Victoriei
- Ofițer al „Legiunii de Onoare” (Franța)
- Cavaler al Ordinului „George I” (Grecia)
- Cavaler al Ordinului „Coroana Italiei”